# Бельвиль, Рут

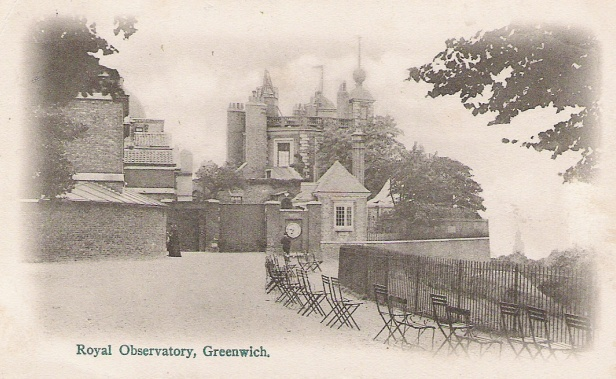
Гринвичская королевская обсерватория в 1902 году

Рут Бельвиль (англ. Ruth Belville, урождённая англ. Elizabeth Ruth Naomi Belville), также известная как англ. Greenwich Time Lady; 5 марта 1854, Лондон — 7 декабря 1943, там же) — предпринимательница из Лондона, продававшая своим клиентам время. Суть бизнеса заключалась в ежедневной сверке своих часов с часами Гринвичской обсерватории, после чего по ним выставляли точное время подписанные на эту услугу клиенты.

## Бизнес

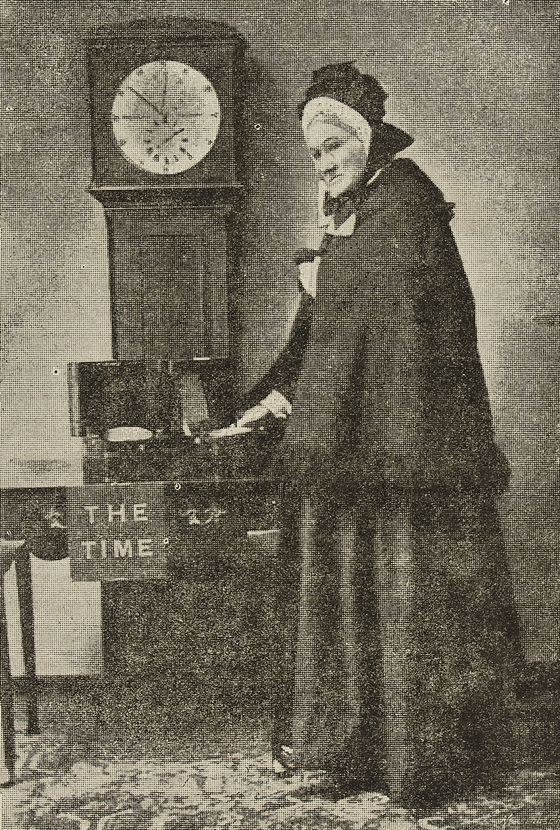
Мария Бельвиль в 1892 году

Бизнес по продаже времени перешёл к Рут Бельвиль от родителей. Её отец, Джон Генри к 1836 году имел около 200 клиентов. Каждое утро он отправлялся к Гринвичской обсерватории и ставил свои часы ровно по гринвичскому времени. После этого он отправлялся к своим клиентам, позволяя им откорректировать время на часах по своим.
Он продолжал свою работу до смерти в 1856 году. Его вдова, Мария Элизабет, продолжила дело супруга, снабжая клиентов точным временем до 1892 года, когда в возрасте около восьмидесяти лет она передала дело дочери. Рут Бельвиль приняла эстафету семейного бизнеса, каждый понедельник сверяя часы с часами обсерватории и в течение недели навещая клиентов. Точность передачи времени составляла примерно 10 секунд.
В начале XX века у Бельвиль появился конкурент. Джон Винн, директор компании «Standard Time», также оказывал подобную услугу, но при помощи телеграфа. На выступлении в городском клубе «United Wards Club» он упрекал Рут в том, что она пользуется архаичными методами, также предположив, что она использует свою женственность, чтобы поддерживать бизнес.
Речь была перепечатана в «The Times», однако в ней было опущено то обстоятельство, что речь была произнесена прямым конкурентом Рут Бельвиль. После публикации Рут осаждали журналисты, интересовавшиеся её бизнесом, а также раздувавшие скандал вокруг намёков в статье. Однако широкая известность привела только к увеличению продаж, ведь далеко не все могли позволить себе иметь в офисе или доме телеграфную станцию. Рут Бельвиль даже сказала, что всё, что Винну удалось сделать, это дать ей бесплатную рекламу.
В 1926 году появился более серьёзный конкурент, когда радиостанция BBC начала передачу сигналов точного времени.
Многие клиенты отказались от услуг Бельвиль, но она продолжала работать до 1940 года, когда после начала Второй мировой войны она оставила бизнес. В возрасте 86 лет ей уже стало тяжело ежедневно совершать вояж в 12 миль и быть в обсерватории в 9 утра.

## Часы
Для бизнеса использовался карманный именной хронометр № 485/786 «Arnold», изготовленный известным английским часовщиком Джоном Арнольдом. Первоначально он предназначался для герцога Сассекского и был в золотом корпусе. Когда часы перешли к Джону Генри, тот заменил корпус на серебряный, так как опасался, что золотые будут слишком привлекательной целью для воров.
После смерти Рут часы были переданы в музей ассоциации часовых мастеров Worshipful Company of Clockmakers.